# Juninho Bala
Valter Luiz Pereira de Oliveira Júnior, bekannt als Juninho Bala, (* 6. April 1998 in São Mateus) ist ein brasilianischer Fußballspieler.

## Karriere
Juninho Bala wechselte zur Saison 2019 zum Viertligisten EC Jacuipense. Für Jacuipense kam er in jener Spielzeit zu drei Einsätzen in der Série D. Mit dem Verein stieg er zu Saisonende in die Série C auf, in der er allerdings nie zum Einsatz kommen sollte. Im August 2020 wechselte der Offensivspieler nach Portugal zum Viertligisten UD Santarém. Für Santarém spielte er 20 Mal in der vierthöchsten Spielklasse.
Zur Saison 2021/22 wechselte Juninho Bala nach Österreich zu den drittklassigen Amateuren des SC Austria Lustenau. Nach einem Einsatz für Lustenau II stand er im August 2021 gegen den FC Liefering erstmals im Profikader des Zweitligisten. In jener Partie debütierte er auch in der 2. Liga, als er in der 83. Minute für Wallace eingewechselt wurde. Nach zwei Gelben Karten in den Minuten 85 und 89 wurde er allerdings bereits nach sechs Minuten mit Gelb-Rot wieder vom Platz gestellt. Dies sollte sein einziger Einsatz für die Profis der Lustenauer bleiben.
Nach zwölf Einsätzen für die Amateure kehrte er im Februar 2022 nach Brasilien zurück und wechselte zum Nova Mutum EC.